# داني تايلور (لاعب هوكي جليد)
داني تايلور هو لاعب هوكي جليد كندي، ولد في 28 أبريل 1986 في بليموث في المملكة المتحدة.

## وصلات خارجية
- داني تايلور على موقع دوري الهوكي الوطني (الإنجليزية)
- داني تايلور على موقع قاعة مشاهير الهوكي (لاعب أن.إتش.أل) (الإنجليزية)
- داني تايلور على موقع EliteProspects.com (الإنجليزية)
- داني تايلور على موقع HockeyDB.com (الإنجليزية)